# Alexander Calvelli
Alexander Calvelli (* 13. August 1963 in Frankfurt am Main) ist ein deutscher Industriemaler. Er lebt und arbeitet in Köln.

## Stil
Calvelli ist für seine scheinbar photorealistischen, aber oft auch subtil verfremdeten Darstellungen aus der Welt der Industrie, des Bergbaus und der Schifffahrt bekannt. Er stellt gleichermaßen produzierende und stillgelegte Anlagen in einer rein ästhetischen Sichtweise dar, die auf jede Ideologie und Interpretation verzichtet. Damit macht er die sonst verborgenen fundamentalen Elemente unserer Industriegesellschaft sichtbar, setzt aber auch Denkmäler für jene Arbeitswelten, die im Aussterben begriffen sind.

## Lebenslauf
Alexander Calvellis Eltern sind die Musikerin Agathe Jaenicke, geb. Calvelli-Adorno (Tochter des Franz Calvelli-Adorno), und der Biochemiker Rainer Jaenicke. Er ist der Bruder des Schauspielers Hannes Jaenicke. Von 1984 bis 1988 studierte er Malerei an der Fachhochschule Köln. Mit einem Stipendium des DAAD verbrachte er von 1988 bis 1991 einen Studienaufenthalt in Florenz, gefolgt von Studien in Rio de Janeiro und Córdoba bis 1993. Danach wurde er Stadtmaler der Stadt Leverkusen.

## Ausstellungen (Auswahl)
- 1999: Westfälisches Industriemuseum (Zeche Hannover), Bochum
- 2000: Bergbaumuseum Ibbenbüren
- 2001: Haus der Geschichte / Bibliothek des Ruhrgebiets, Bochum
- 2002: Museum Strom und Leben, Umspannwerk Recklinghausen
- 2003: Westfälisches Industriemuseum (Zeche Nachtigall), Witten
- 2004: Bundesanstalt für Wasserbau, Karlsruhe
- 2005: Werra-Kalibergbaumuseum, Heringen
- 2006: Deutsches Bergbaumuseum Bochum
- 2008: Deutsches Schifffahrtsmuseum, Bremerhaven
- 2009: Umspannwerk Recklinghausen
- 2010: Bergbaumuseum Rammelsberg
- 2010/2011: Bremer Landesvertretung in Berlin: Schiffe – Werften – Häfen
- 2012/2013: Industrie-Club Friedrich Grillo, Gelsenkirchen
- 2014: Jakob-Kemenate, Braunschweig
- 2015: Freudenthaler Sensenhammer, Leverkusen
- 2016: Industriemuseum Heinrichshütte, Hattingen
- 2017: Binnenschifffahrtsmuseum, Duisburg